# 北京第一実験小学校
北京第一実験小学校（ペキンだいいちじっけんしょうがっこう、繁体字中国語: 北京第一實驗小學、簡体字中国語: 北京第一实验小学、英語: The Beijing NO.1 Experimental Elementary School）とは、中国北京市西城区にある公立小学校である。

## 概要
北京六里古文化街の北側に位置し、北京市の中では初めての実験小学校。現校長は甄珍。

## 沿革
1912年9月5日 - 中国の教育者である陳宝泉に設立され、陳宝泉が初代校長を務める。
1920年 - 陳宝泉が校長を辞任。
1955年10月 - 国立北京師範大学附属小学校から北京第一実験小学校に改名する。
1985年7月 - 北区立王子小学校との交流が正式決定する。

## 分校
- 北京第一実験小学房山分校（北門）
- 北京第一実験小学彩虹分校

## 交流学校
- 北区立王子小学校[7]
- 東京創価小学校[8]

## 交通
- 和平門駅から4分（350m）[9]

## 学校目標
- 愛国心、献身、学校への愛、人生への愛
- すべての生徒に最高品質の教育を捧げる
- 小さな国際的な実験を開始し、世界に行く中国人を育てる[5]